# Weiherfeldbach
Der Weiherfeldbach ist ein Wiesengraben bei Pommertsweiler auf dem Gemeindegebiet von Abtsgmünd im Ostalbkreis im nordöstlichen Baden-Württemberg, der nach einem erst westlichen, dann nördlichen Lauf von knapp 1 km Länge an der Straße zum Weiler Wildenhof von rechts in die obere Bühler mündet.

## Geographie

### Verlauf
Der Weiherfeldbach entsteht auf etwa 460 m ü. NHN am Nordrand des Abtsgmünder Dorfes Pommertsweiler etwa hundert Meter östlich des Ortsausgangs der Straße nach dem ebenfalls zu Abtsgmünd gehörigen Weilers Wildenhof als ein plötzlich einsetzender, zunächst westwärts ziehender Wiesengraben ohne jeden Staudenbewuchs. Er läuft, dabei die Straße unterquerend, gut 0,5 km weit in dieser Richtung bis in die rechte Bühleraue etwas abwärts des Pumpenhäuschens des Zweckverbands Wasserversorgung Rombachgruppe.
Hier mündet von Süden her in einer Feuchtwiese auf etwa 437 m ü. NHN ein weniger als 0,2 km langer Auengraben zu, in dessen Zulaufrichtung der Weiherfeldgraben dann etwa weiterläuft. Dabei hält er sich nach einer weniger als hundert Meter langen Durchquerung eines Bruchwaldstücks an dessen Südende dicht ans rechte Ufer des ersten, 1,1 ha großen Weihers in der Kette der Hammerschmiedeseen, rechts begleitet von einer lockeren Baumreihe. Am nördlichen Weiherende mündet er dann auf etwa 436 m ü. NHN neben der genannten Straße von rechts in die obere Bühler, die hier eben den Weiher an seinem linken Ufer entlang umflossen hat.
Der Weiherfeldbach mündet nach einem Lauf von 0,9 km mit mittlerem Sohlgefälle von rund 29 ‰ etwa 25 Höhenmeter unterhalb seines Ursprungs.

### Einzugsgebiet
Der Weiherfeldbach entwässert etwa 0,2 km² am Westrand des Unterraums Ellwanger Berge im Naturraum Schwäbisch-Fränkische Waldberge, hier steht durchweg Mittelkeuper an. An der Südostseite grenzt sein Einzugsgebiet im Siedlungsbereich Pommertsweilers an das des viel bedeutenderen Kocher-Zuflusses Blinde Rot, dagegen konkurriert hinter dem restlichen linken Wasserscheidenabschnitts im Süden unmittelbar kein Wasserlauf und nördlich der rechten ein namenloser Bach vergleichbarer Größe zur Bühler aus dem Edelwasen, die dieser im zweiten großen der Hammerschmiedeseen erreicht. Die höchste Erhebung im Einzugsgebiet liegt an der Wasserscheide zu diesem Konkurrenten auf etwa 468 m ü. NHN, die zweithöchste am Südrand nahe dem Wasserturm in Pommertsweiler auf etwa 463 m ü. NHN.
Auf dem begrenzenden Kamm des Hügelrückens im Norden liegen vor allem Äcker, das übrige Einzugsgebiet außerhalb des ebenfalls großen Anteils an Pommertsweiler Siedlungsfläche daran ist fast ganz von Wiesen bedeckt. Die ganze Fläche liegt auf der Pommertsweiler Teilgemarkung der Gemeinde Abtsgmünd.

## Schutzgebiete
Der größte Teil des Einzugsgebietes liegt in einem Wasserschutzgebiet der Rombachgruppe, die bühler- und seenahen Teile im Landschaftsschutzgebiet Oberes Bühlertal und Umgebung. Das gesamte Einzugsgebiet liegt im Naturpark Schwäbisch-Fränkischer Wald.

### LUBW
Amtliche Online-Gewässerkarte mit passendem Ausschnitt und den hier benutzten Layern: Lauf und Einzugsgebiet des Weiherfeldbachs

Allgemeiner Einstieg ohne Voreinstellungen und Layer: Daten- und Kartendienst der Landesanstalt für Umwelt Baden-Württemberg (LUBW) (Hinweise)
1. 1 2 3 4 5  Höhe nach dem Höhenlinienbild auf dem Hintergrundlayer Topographische Karte.
2. ↑  Länge nach dem Layer Gewässernetz (AWGN).
3. ↑  Einzugsgebiet abgemessen auf dem Hintergrundlayer Topographische Karte.
4. 1 2  Länge abgemessen auf dem Hintergrundlayer Topographische Karte.
5. ↑  Seefläche nach dem Layer Stehende Gewässer.
6. ↑  Schutzgebiete nach den einschlägigen Layern, Natur teilweise nach dem Layer Biotop.

### Andere Belege
1. ↑  Hansjörg Dongus: Geographische Landesaufnahme: Die naturräumlichen Einheiten auf Blatt 171 Göppingen. Bundesanstalt für Landeskunde, Bad Godesberg 1961. → Online-Karte (PDF; 4,3 MB)
2. ↑  Geologie nach: Mapserver des Landesamtes für Geologie, Rohstoffe und Bergbau (LGRB) (Hinweise)